# Tarroja de Segarra
Tarroja de Segarra ist eine spanische Gemeinde (municipio) mit 170 Einwohnern (Stand: 2024) im Nordosten Kataloniens. 

## Geographie
Tarroja de Segarra liegt etwa 68 Kilometer ostnordöstlich von Lleida und etwa 80 Kilometer westnordwestlich von Barcelona in einer Höhe von ca. 460 m. 

## Einwohnerentwicklung
| 1970 | 1981 | 1991 | 2001 | 2011 | 2021 |
| ---- | ---- | ---- | ---- | ---- | ---- |
| 265  | 225  | 200  | 171  | 172  | 187  |

## Sehenswürdigkeiten

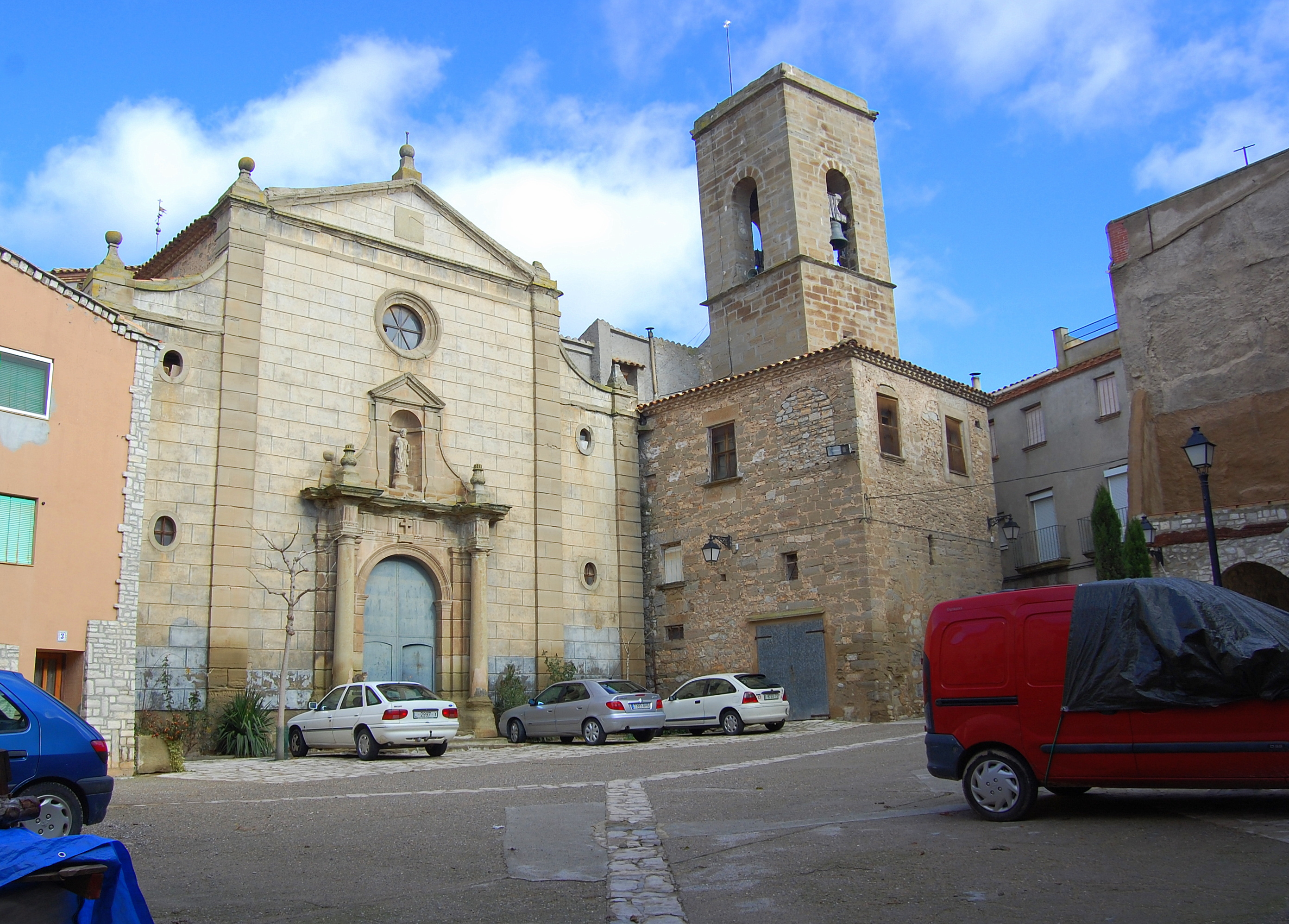
Salvatorkirche
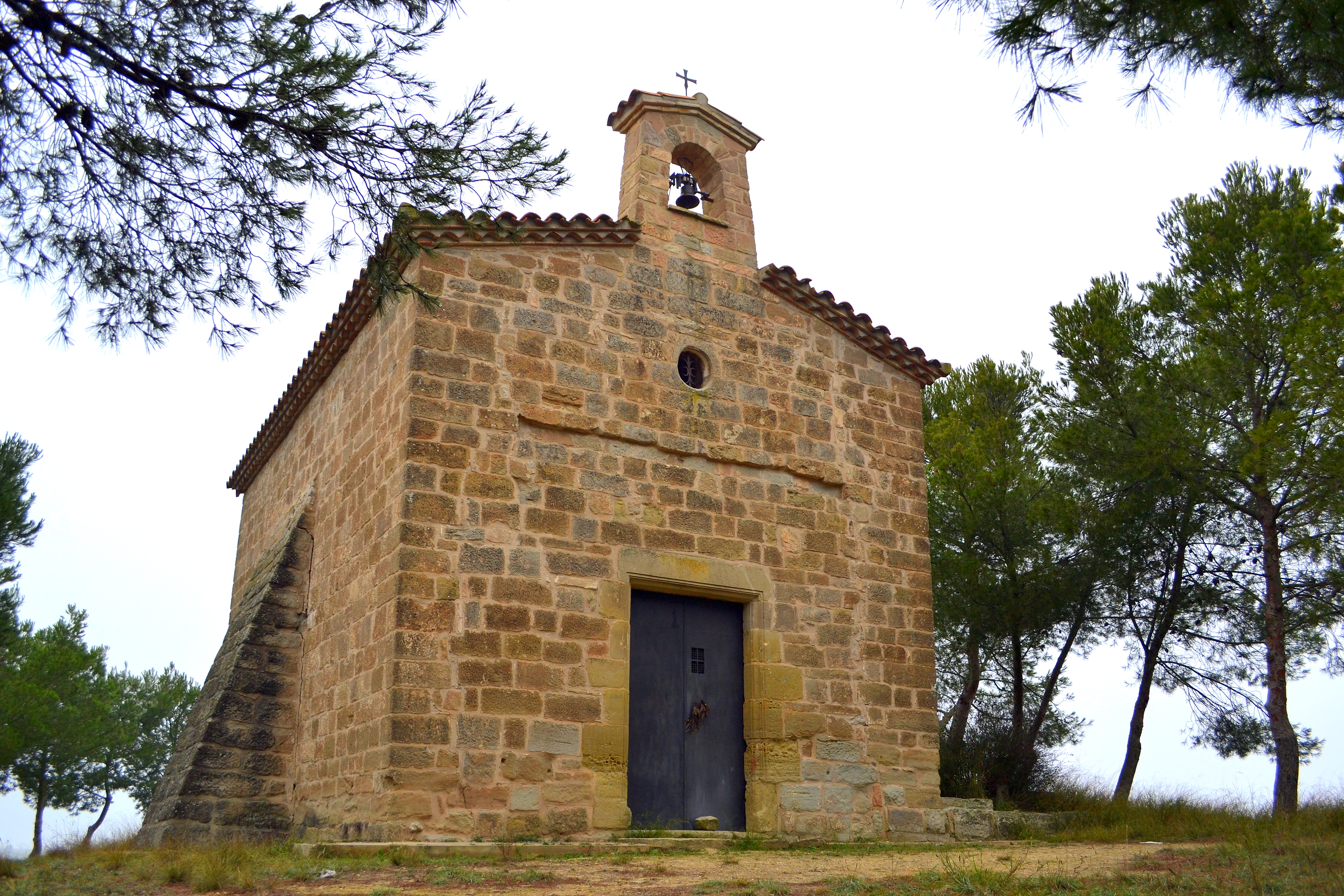
Julianuskapelle

- Salvatorkirche
- Julianuskapelle